# (814) Tauris
(814) Tauris ist ein Asteroid des Hauptgürtels, der am 2. Januar 1916 vom russischen Astronomen Grigori Nikolajewitsch Neuimin in Simejis entdeckt wurde.
Der Asteroid trägt den Namen der ukrainischen Halbinsel Tauris.